# Список проблем довкілля

Схема хімічних та транспортних процесів, що відбуваються в атмосфері.

Поточний статус дев’яти планетних меж (2023).

Нижче наведено список екологічних проблем, спричинених антропогенним впливом на природу.

## Атмосфера
Смог • Парниковий газ • Вихлопні гази • Кислотні опади • Радіоактивні опади • Перенос аерозолів • Озонова діра • Формальдегідне забруднення • Якість повітря • Забруднення повітря • Парниковий ефект

## Гідросфера
Якість води • Питна вода • Евтрофікація • Розлив нафти • Вплив дамб на довкілля • Перерегулювання стоку • Закислення океанів • Танення льодовиків • Підвищення рівня моря • Водопостачання • Водоспоживання • Зникнення малих річок • Обміління водойм • Дефіцит водних ресурсів • Водна криза • Стічні води (Очищення стічних вод) • Забруднення вод (Забруднення океанів • Забруднення ґрунтових вод • Забруднення підземних вод • Забруднення поживними речовинами • Берегове забруднення • Забруднення Світового океану нафтою і нафтопродуктами) • Забруднення пластиком (Забруднення моря пластиком, Забруднення пластиковими гранулами) • Забруднення паводковим переносом

## Літосфера
Аридизація (Опустелювання) • Посуха • Пилова буря • Ерозія • Збіднення ґрунту • Засолення ґрунту • Деградація земель • Землекористування • Псування земель • Антропогенне навантаження на ґрунти • Землевідвід  • Забруднення ґрунту

## Біологічне різноманіття
Інвазійні види · Вимирання · Руйнування ареалів • Фрагментація місць проживання • Зникнення обпилювачів · Вимирання коралів • Рибальство • ННН-рибальство • Браконьєрство · Вплив вилову риби на довкілля · Виснаження рибних ресурсів · Глибинне тралювання • Вплив ПАР на живі системи • Елімінація • Масова загибель птахів · риб · ссавців • Дефаунація  • Біологічне забруднення  • Генетичне забруднення

## Проблеми природних ресурсів
Вичерпання природних ресурсів • Виснаження ресурсів (Виснаження газового покладу • Виснаження нафтового покладу) • Розробка природних ресурсів • Експлуатація природних ресурсів

## Радіація
Радіоактивність • Зона зараження · Зона відчуження · Радіоактивні опади · Радіонукліди · Рудий ліс · Ядерна криза · Ядерна енергетика · Ядерна зброя · Забезпечення ядерної та радіаційної безпеки при ядерних аваріях • Радіоактивне забруднення

## Господарська діяльність
- Гірництво — Вплив вугільної промисловості • Вплив на довкілля видобутку сланців та сланцевого газу[en]· Гірнича розробка · Гірничі роботи · Гірнича виробка • Кислотний дренаж шахт[en] · Проблема покинутих шахт · Терикон • Шлам • Екологічна безпека уранового виробництва • Вплив гірничої справи на довкілля
- Енергія та енергетика — Відновлювана енергетика • Вплив на довкілля ГРП[en] • Енергозбереження • Енергетична криза • Рекуперація • Проблеми малої енергетики • Проблеми атомної енергетики
- Лісове господарство — Нелегальне вирубування лісів • Зникнення лісів • Мисливство
- Сільське господарство - Зміна цільового призначення сільськогосподарських угідь • Розораність угідь • Інтенсивне сільське господарство • Екологічні наслідки виробництва м'яса • Зменшення площ під зернові на користь технічних культур • Надмірний випас худоби • Зрошування · Монокультура • Вплив пестицидів на довкілля[en] • Підсічна система землеробства · Пластикультура[en] • Наслідки меліорації • Детеріорація

## Урбанізація
Зростання міст • Перенаселення

## Інші
Генетична інженерія • Генетична ерозія · Дослідження безпеки ГМО • Нанотехнології • Зміна клімату • Глобальне затемнення • Глобальне потепління • Глобальне похолодання • Вплив офісної техніки на людину та середовище • Їжа, оброблена УВЧ • Споживацтво (Споживчий капіталізм • Надмірне споживання) • Воєнні дії

## Забруднення
Забруднення довкілля • Локальне забруднення • Світлове забруднення • Шумове забруднення • Теплове забруднення (Теплове забруднення міських стоків) • Електромагнітне забруднення • Точкове джерело забруднення • Неточкові джерела забруднення • Візуальне забруднення • Забруднення наночастинами

## Відходи
Побутові відходи (Електронні відходи • Харчові відходи) • Промислові відходи (Металургія • Гумотехнічна промисловість • Машинобудування • Будівельна промисловість • Хімічна промисловість) • Відходи гірничого виробництва • Токсичні відходи (Зменшення використання токсичних речовин) • Радіоактивні відходи • Відходи вуглезбагачення • Будівельне сміття • Сміттєспалювальний завод • спалення сміття домогосподарствами та  комунальними службами • океанічне та морське сміття • скидання відходів в океан • Збирання відходів • Захоронення відходів • Утилізація відходів (Технології утилізації відходів • Утилізація відходів вуглезбагачення • Утилізація шлаку)

## Токсини
Аерозолі (Радіоактивні аерозолі) • Діоксини • Важкі метали • Пестициди (Гербіциди•Інсектициди•Фунгіциди•Акарициди) • Нестійкі органічні сполуки • ДДТ · Силікоз · хлорфторвуглеводні • ПАР • Фреони • Канцерогени